# 마녀 사냥꾼
《마녀 사냥꾼》(스페인어: Las brujas de Zugarramurdi)은 2012년 공개된 스페인의 코미디 공포 영화이다.

## 줄거리
마드리드 금 교환소 전당포를 강도질한 일당이 국경을 넘어 프랑스로 도망치려다가 식인 마녀들이 사는 나바라주 수가라무르디에 당도한다.

## 출연진
- 우고 실바
- 마리오 카사스
- 페폰 니에토
- 카롤리나 방
- 테렐레 파베스
- 산티아고 세구라
- 마카레나 고메스
- 세쿤 데라로사
- 하비에르 보테트
- 엔리케 비옌
- 카를로스 아레세스
- 마누엘 타야페
- 마리아 바랑코
- 카르멘 마우라

## 기타 제작진
- 공동 제작: 베라네 프레디아니, 프랑크 리비에레
- 섭외: 필라르 모야
- 미술: 호세 루이스 아리사발라가, 비아프라
- 의상: 파코 델가도
- 조감독: 수사나 곤살레스